# Sibride
Sibride (in greco antico: Συβρίδαι?, Sybrídai) era un demo dell'Attica.

## Collocazione
La sua posizione è incerta: si è ipotizzato che fosse legato al fiume Sibero, che, per quanto anch'esso difficilmente localizzabile, scorreva probabilmente nella Mesogea. Altrimenti, poiché sembra che Sibride mandasse un buleuta ogni due anni alternandosi con Pambotade (almeno fino al 307/306 a.C.), è stato ipotizzato che i due demi potessero essere vicini e che, quindi, Sibride fosse nella Paralia.